# 이온 빔 퇴적물

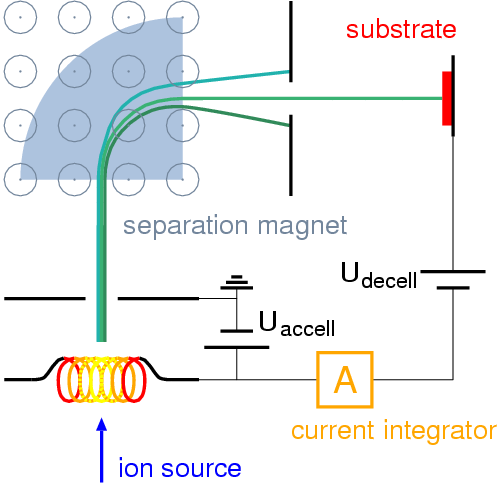

이온 빔 퇴적물(Ion beam deposition, IBD)은 이온 빔의 적용을 통해 표적 물질을 도포하는 과정이다. 이온 빔 퇴적물 장치는 일반적으로 이온원, 이온 광학계 및 퇴적물 표적으로 이루어져 있다. 선택적으로, 질량 분석기는 통합될수 있다. 원자 이온 IBD, 전자 이온화, 필드 이온화 (이온원 페닝) 또는 음극 아크 퇴적물 소스가 사용된다. 음극 아크 소스는 특히 탄소 이온 퇴적물에서 사용된다. 분자 이온 빔 퇴적물은 전기 분무 이온화 또는 MALDI 소스를 이용한다.

## 같이 보기
- 음극 아크 퇴적물